# شارع المناخة
شارع المناخة : يقع جنوب غرب المسجد النبوي الشريف في منطقة مركزية تتوسط أحياء المدينة المنورة، كان يفصل بين الجزء القديم الذي يضم المسجد النبوي وبين الأحياء المحيطة به، وتبتدئ حدوده من مسجد الغمامة جنوباً إلى قلعة باب الشامي شمالاً، ويبلغ طوله بين هذين الموقعين نحو 460م وعرضه من الشرق إلى الغرب 150م، وتبلغ المساحة الإجمالية للمناخة 83010م2 منها المنطقة الفضائية نحو 69.680م2.
وتنقسم المناخة إلى ثلاثة أقسام هي مناخة ديرو، وميدان المناخة، ومناخة الحطب.
وسميت بهذا الاسم لأنها كانت تستعمل مناخاً للقوافل والحجاج، وكان سوق المدينة منذ عهد النبي صلى الله عليه وسلم يقع في جزئها الجنوبي، وكان يطلق عليها آنذاك: الزوراء، والبطحاء، وبقيع الخيل، وبقيع المصلى، وكان هناك التزام بألا يقام فيها بناء ثابت، حتى إن المتاجر وعشة المحتسب كانت كلها مبنية على شكل عشش وصنادق بحيث يسهل إزالتها، فبقيت سوقاً عاماً ومناخاً لجمال الحجيج. وهذا الامتناع عن البناء كان تمشياً مع ما أمر به أمير المؤمنين عمر بن الخطاب رضي الله عنه بعدم البناء فيها وجعلها وقفاً للمسلمين.
ومع بداية العهد السعودي في المدينة المنورة عام 1344هـ، كان يطل على المناخة مجموعة من الشوارع والطرقات والأزقة والأحواش والأبواب والمساجد والمباني العامة والخاصة.